# Paulhenc
Paulhenc é uma comuna francesa na região administrativa de Auvérnia-Ródano-Alpes, no departamento de Cantal. Estende-se por uma área de 24,38 km². Em 2010 a comuna tinha 258 habitantes (densidade: 10,6 hab./km²).